# Banco Invest
Banco Invest (BI), cujo único Accionista é o Grupo Alves Ribeiro, é uma instituição financeira privada, fundada em 1997.
Com sede em Lisboa, o Banco Invest é especializado em soluções de Poupança e Investimento para Clientes Particulares e Institucionais, desenvolvendo a sua actividade financeira numa perspectiva multicanal.
Conta atualmente com 5 Centros de Investimento (Lisboa, Leiria, Porto, Braga e Madeira).

Áreas de Negócio:
- Gestão de Activos
- Corretagem
- Crédito Especializado
- Serviços Financeiros e Custódia Institucional
- Tesouraria e Mercados de Capitais
- Invest Corporate Finance
- Private Banking
O Banco Invest é especialista em todos os produtos financeiros que se afastam do relacionamento bancário de rotina e requerem maior envolvimento, através de soluções que a banca tradicional, com uma oferta mais padronizada, não está vocacionada para oferecer.